# Mentque-Nortbécourt
Mentque-Nortbécourt est une commune française située dans le département du Pas-de-Calais en région Hauts-de-France. Ses habitants sont appelés les Mentquois-Nortbécourtois. La commune est membre de la communauté d'agglomération du Pays de Saint-Omer.
Le territoire de la commune est situé dans le parc naturel régional des Caps et Marais d'Opale.

## Géographie

### Localisation
Localisée dans le centre-est du département du Pas-de-Calais, Mentque-Nortbécourt est une commune située, à vol d'oiseau, à 12 km à l'ouest de la commune de Saint-Omer (aire d'attraction et chef-lieu d'arrondissement).
Le territoire de la commune est limitrophe de ceux de sept communes.
Les communes limitrophes sont Nort-Leulinghem, Acquin-Westbécourt, Bayenghem-lès-Éperlecques, Éperlecques, Houlle, Moringhem et Tournehem-sur-la-Hem.

### Géologie et relief
La superficie de la commune est de 10,78 km2 ; son altitude varie de 53  à   163 mètres.

### Hydrographie

#### Réseau hydrographique
La commune est située dans le bassin Artois-Picardie. Elle est drainée par le Windal,.

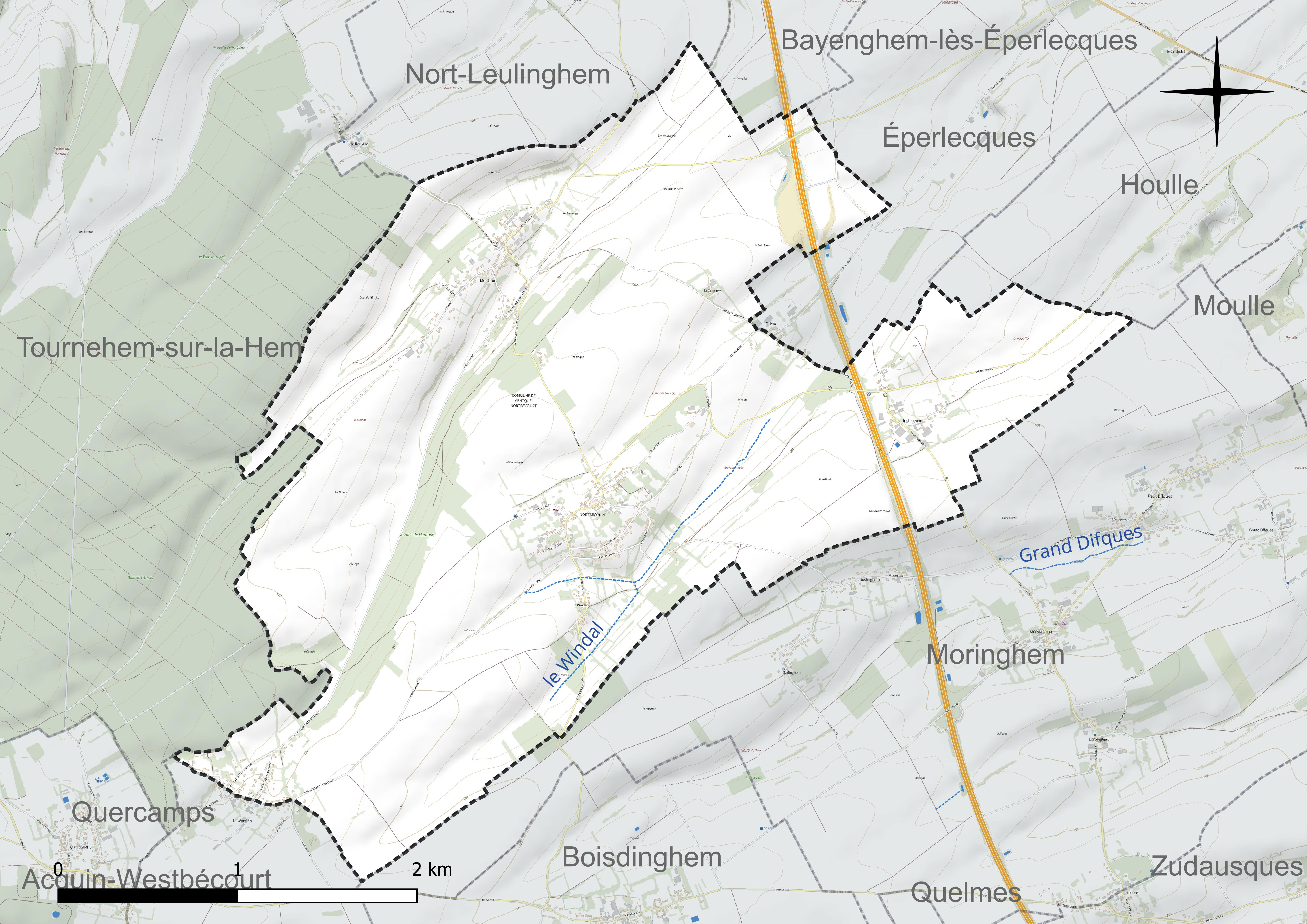
Réseau hydrographique de Mentque-Nortbécourt.

#### Gestion et qualité des eaux
Le territoire communal est couvert par le schéma d'aménagement et de gestion des eaux (SAGE) « Audomarois ». Ce document de planification concerne un territoire de 662 km2 de superficie, délimité par le bassin versant de l'Aa et sa zone d'étalement : le marais audomarois. Le périmètre a été arrêté le 4 février 1994 et le SAGE proprement dit a été approuvé le 31 mars 2005, puis révisé le 15 janvier 2013, puis le 21 novembre 2021. La structure porteuse de l'élaboration et de la mise en œuvre est le syndicat mixte pour l'aménagement et la gestion des eaux de l'Aa (SmageAa).
La qualité des cours d'eau peut être consultée sur un site dédié géré par les agences de l'eau et l'Agence française pour la biodiversité.

### Climat
Pour des articles plus généraux, voir Climat des Hauts-de-France et Climat du Pas-de-Calais.
En 2010, le climat de la commune est de type climat océanique franc, selon une étude du CNRS s'appuyant sur une série de données couvrant la période 1971-2000. En 2020, Météo-France publie une typologie des climats de la France métropolitaine dans laquelle la commune est exposée à un climat océanique et est dans la région climatique Côtes de la Manche orientale, caractérisée par un faible ensoleillement (1 550 h/an) ; forte humidité de l'air (plus de 20 h/jour avec humidité relative > 80 % en hiver), vents forts fréquents.
Pour la période 1971-2000, la température annuelle moyenne est de 10,2 °C, avec une amplitude thermique annuelle de 12,9 °C. Le cumul annuel moyen de précipitations est de 909 mm, avec 12,3 jours de précipitations en janvier et 8,6 jours en juillet. Pour la période 1991-2020, la température moyenne annuelle observée sur la station météorologique la plus proche, située sur la commune de Watten à 11 km à vol d'oiseau, est de 11,3 °C et le cumul annuel moyen de précipitations est de 822,8 mm,. Pour l'avenir, les paramètres climatiques de la commune estimés pour 2050 selon différents scénarios d'émission de gaz à effet de serre sont consultables sur un site dédié publié par Météo-France en novembre 2022.

### Milieux naturels et biodiversité

#### Espace protégé
La protection réglementaire est le mode d'intervention le plus fort pour préserver des espaces naturels remarquables et leur biodiversité associée.
Dans ce cadre, la commune fait partie d'un espace protégé : le parc naturel régional des Caps et Marais d'Opale, d'une superficie de 132 499 ha réparties sur 154 communes, géré par le syndicat mixte d'aménagement et de gestion du parc naturel régional des Caps et Marais d'Opale.

#### Zones naturelles d'intérêt écologique, faunistique et floristique
L'inventaire des zones naturelles d'intérêt écologique, faunistique et floristique (ZNIEFF) a pour objectif de réaliser une couverture des zones les plus intéressantes sur le plan écologique, essentiellement dans la perspective d'améliorer la connaissance du patrimoine naturel national et de fournir aux différents décideurs un outil d'aide à la prise en compte de l'environnement dans l'aménagement du territoire.
Le territoire communal comprend une ZNIEFF de type 1 : la forêt domaniale de Tournehem et ses lisières, qui marque le rebord oriental du pays de Licques.
et une ZNIEFF de type 2 : la boutonnière de pays de Licques. Cette ZNIEFF, de 17 830 ha, s'étend sur 43 communes.

Carte des ZNIEFF de type 1 et 2 sur la commune
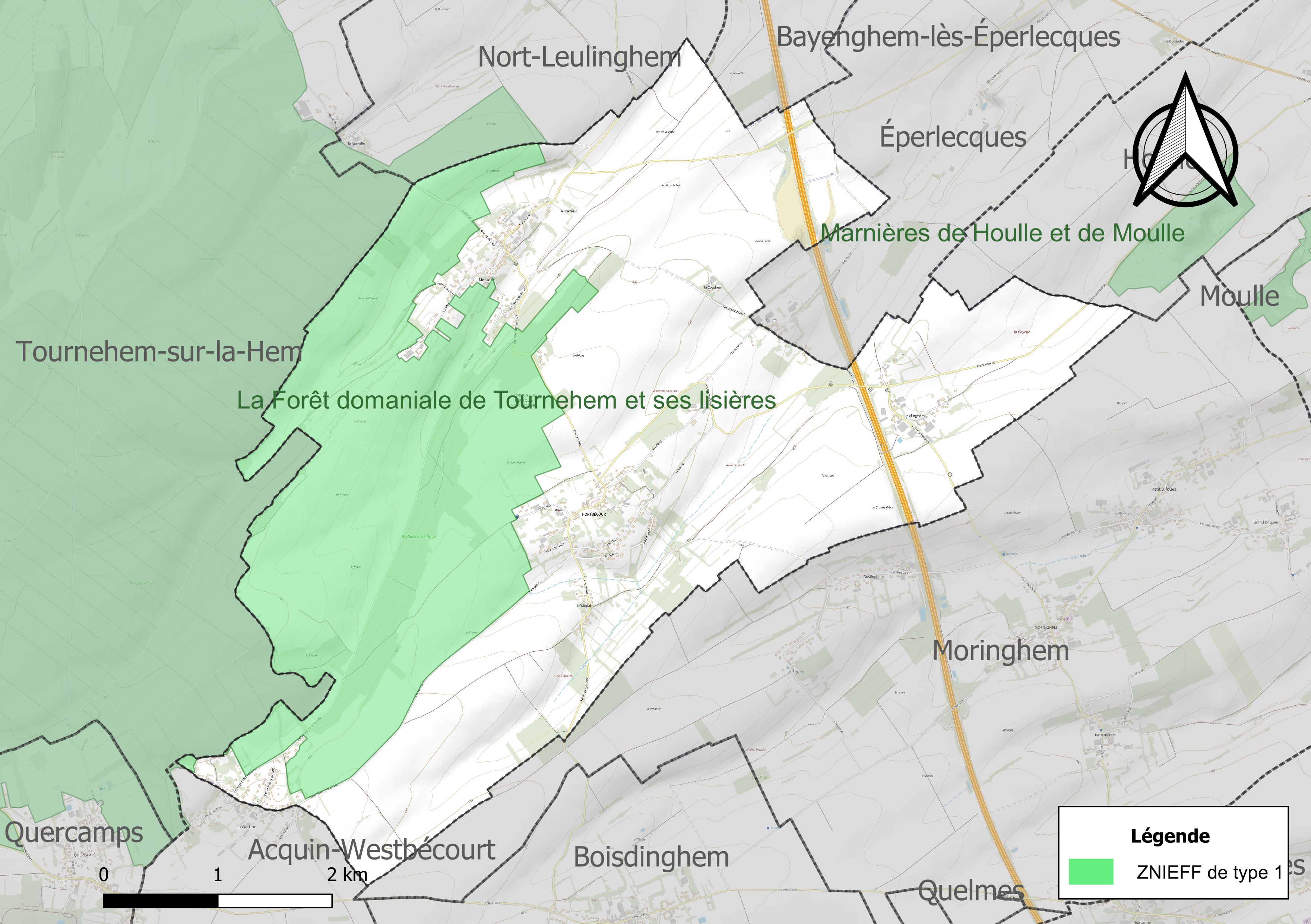
Carte de la ZNIEFF de type 1 sur la commune.
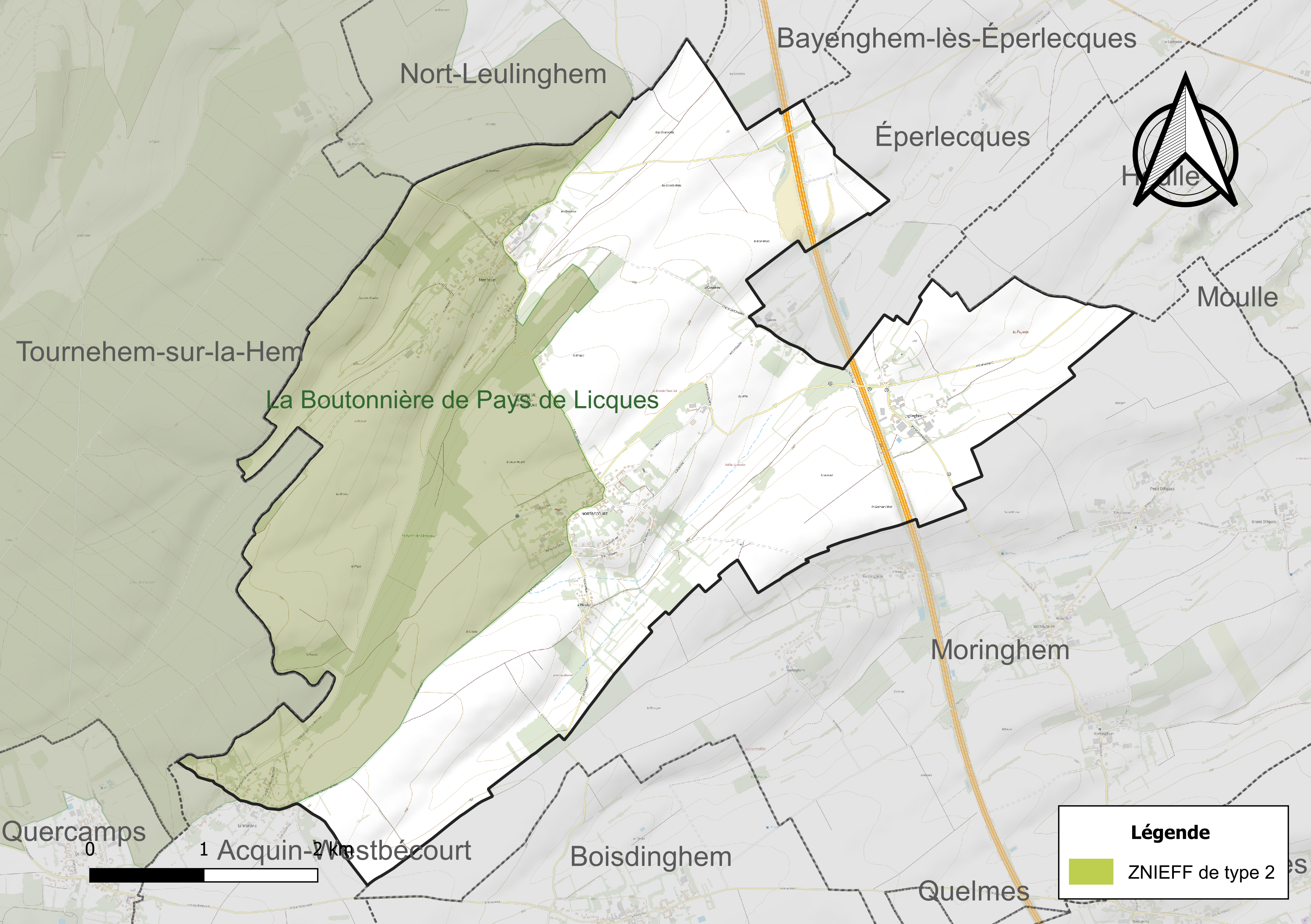
Carte de la ZNIEFF de type 2 sur la commune.

#### Espèces faunistiques et floristiques
L'Inventaire national du patrimoine naturel (INPN) recense plusieurs espèces faunistiques et floristiques sur le territoire de la commune dont certaines sont protégées et d'autres menacées et quasi-menacées.

## Urbanisme

### Typologie
Au 1er janvier 2024, Mentque-Nortbécourt est catégorisée commune rurale à habitat dispersé, selon la nouvelle grille communale de densité à sept niveaux définie par l'Insee en 2022.
Elle est située hors unité urbaine. Par ailleurs la commune fait partie de l'aire d'attraction de Saint-Omer, dont elle est une commune de la couronne,. Cette aire, qui regroupe 79 communes, est catégorisée dans les aires de 50 000 à moins de 200 000 habitants,.

### Occupation des sols
L'occupation des sols de la commune, telle qu'elle ressort de la base de données européenne d'occupation biophysique des sols Corine Land Cover (CLC), est marquée par l'importance des territoires agricoles (95 % en 2018), une proportion identique à celle de 1990 (95 %). La répartition détaillée en 2018 est la suivante : 
terres arables (78,5 %), prairies (9,4 %), zones agricoles hétérogènes (7,1 %), forêts (5 %). L'évolution de l'occupation des sols de la commune et de ses infrastructures peut être observée sur les différentes représentations cartographiques du territoire : la carte de Cassini (XVIIIe siècle), la carte d'état-major (1820-1866) et les cartes ou photos aériennes de l'IGN pour la période actuelle (1950 à aujourd'hui).

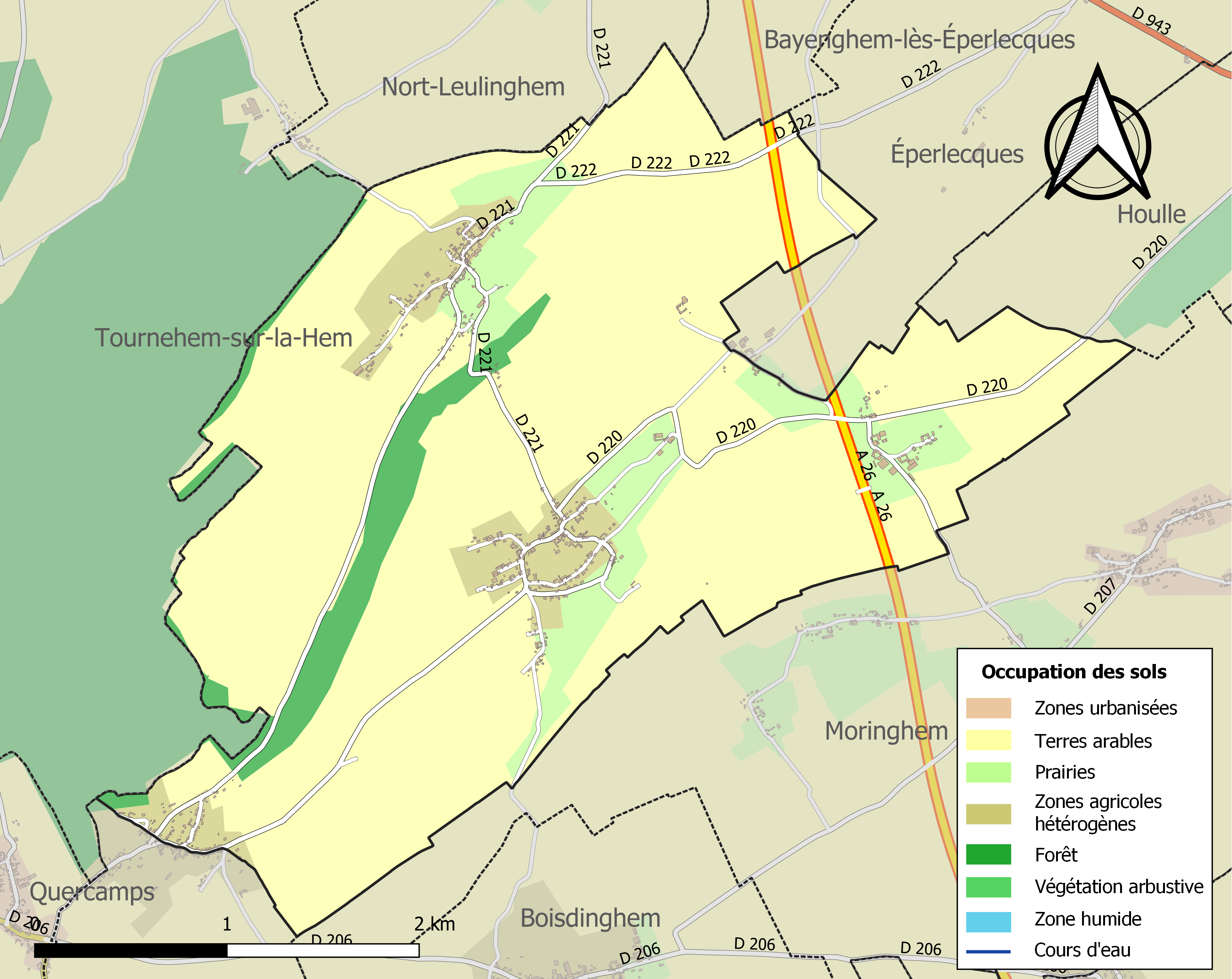
Carte des infrastructures et de l'occupation des sols de la commune en 2018 (CLC).

### Risques naturels et technologiques

#### Risque inondation
À la suite du passage des tempêtes Ciarán, Domingos et Elisa et des inondations et coulées de boue qui se sont produites, la commune est reconnue, par arrêté du 14 novembre 2023, en état de catastrophe naturelle pour inondations et coulées de boue sur la période du 2 au 12 novembre 2023, comme 179 autres communes du département.

## Toponymie
Les communes de Mentque et Norbécourt sont réunis en 1819 et la nouvelle commune prend le nom de Mentque-Nortbécourt.
La commune porte le nom de Minque-Nortboucourt en picard et Menteke-Noordboekhout en flamand.

### Mentque
Mentque est attesté sous les formes Menteka en 877 ; Menteca en 1091 ; Menteke en 1112 ; Mintica en 1116 ; Mintke en 1174 ; Metheca en 1177 ; Meteca en 1184 ; Mentec en 1289 ; Minke en 1345 ; Menteque en 1434 ; Mentques en 1698 ; Mentque en 1793 et Mentques en 1801.
Ernest Nègre avance un toponyme composé de l'anthroponyme romain Minutus, suivi du suffixe -acum devenu -aca « domaine (de) », donnant le « domaine de Minutus ». Ici, le suffixe -(i)acum a subi une évolution phonétique de type flamand, plus tard francisé en -ecque(s), où *Min(u)t-aca est devenu Mente:ca, puis Ment(e)que.

### Nortbécourt
Nortbécourt est attesté sous les formes Bochout en 1159-1167 ; Boocholt en 1182 ; Bouchout en 1218 ; Bauchort en 1230 ; Bécouth en 1249 ; Bécourt en 1282 ; Bécout en 1296 ; Boukout en 1304 ; Béchoud en 1329 ; Bécoud en 1355 ; Bouchoud en 1411 ; Boucout en 1431 ; Boucoust en 1431 ; Nortboucourt en 1542 ; Nort-Boucoud en 1544 ; Norbescourt en 1774.
À l'instar de la commune voisine de Westbécourt, Nortbécourt est formé du flamand beukehout signifiant « bois de hêtres » (encore visible aujourd'hui dans le nom flamand de la commune, Noordboekhout), ayant subi l'attraction de l'oïl court au XVIe ou XVIIe siècle, auquel fut ajouté le préfixe Nort « nord » au XVIe siècle.

## Histoire
Avant la Révolution française, une partie de la commune appelée La Bricque, était le siège d'une seigneurie.

### Seigneurs de La Bricque
La Bricque est une partie de la commune de Mentque-Norbécourt, siège d'une seigneurie avant la Révolution française.
Jacques-Adrien d'Haffrenghes Ier(ou Affringues) (1655-1723), est le fils de Jacques d'Haffrenghes, avocat au Conseil d'Artois séant à Saint-Omer, qualifié de noble, et de Catherine Darrest. Il nait à Saint-Omer le 2 octobre 1655. Seigneur de La Bricque, il achète la bourgeoisie de Lille le 1er juillet 1678. Licencié en droit, subdélégué de l'Intendant de Flandre, bailli de Roubaix de 1679 à 1688, conseiller du roi, premier pensionnaire des États de Lille, il est anobli en 1705. Il meurt le 25 février 1723, est inhumé dans l'église Sainte-Catherine de Lille. Il épouse Marie Catherine Cambier (1656-1716). Née en 1656, elle meurt le 17 juillet 1716, est enterrée à l'abbaye Notre-Dame de Beaupré-sur-la-Lys. Ils ont eu onze enfants dont :
1. Michel Pélagie d'Haffrenghes qui suit ci-dessous.
2. Charles Maximilien Joseph d'Haffrenghes, seigneur d'Hellemmes (voir Histoire d'Hellemmes)[26].

Michel-Pélagie d'Haffrenghes, écuyer, fils de Jacques-Adrien, est seigneur de La Bricque, Haffrenghes paroisse Saint-Étienne en Boulonnais, bourgeois de Lille le 8 avril 1705, échevin de Lille de 1710 à 1714. Il meurt à Lille le 27 mai 1723. Il épouse à Lille le 25 novembre 1704 Isabelle-Silvie Cardon (même nom de famille que l'époux de sa sœur Catherine- Philippine) (1676-1707), fille de Jean-Baptiste, seigneur du Fermont, bourgeois de Lille et de Marie-Brigitte Scherer. Baptisée à Lille le 2 septembre 1676 , elle y meurt le 20 mai 1707,. Ils ont trois enfants :
1. Louis-François-Joseph d'Haffrenghes qui suit.
2. Jacques-Adrien d'Haffrenghes II (1707-1781), jumeau d'Isabelle, les deux nés en mai 1707, devient seigneur de Lannoy.

Louis-François-Joseph d'Haffrenghes (1705-1760), fils de Michel-Pélagie, nait à Lille en septembre 1705 (baptisé le 7 septembre 1705). Seigneur de La Bricque, bourgeois de Lille le 13 mars 1736, échevin de la ville, nommé échevin de la prévôté d'Esquermes le 20 décembre 1741, démissionnaire en 1747, il meurt à Lille le 25 novembre 1760. Il s'est marié 3 fois : 1) à Lille le 23 octobre 1735 avec Catherine-Henriette Walrave (1716-1738), fille de Jacques, avocat, conseiller au bailliage de Lille, bourgeois de Lille, et d'Anne-Angélique Wattrelos; 2) à Lille le 14 juillet 1742 avec Anne-Marie Poulle (1693-1757), veuve d'un premier mariage, dame d'Hollebecque, fille de Jacques-Antoine Poulle (1660-1732), écuyer, seigneur d'Hautgrenier, Hollebecque, bourgeois et échevin de Lille, et d'Antoinette Tesson (vers 1660-1749); 3) à Cambrai par contrat passé le 19 novembre 1757 avec Françoise-Augustine Dursen, fille de François-Dominique-Joseph, écuyer, seigneur de Bielle, Hamel, et de Marie-Joachime de Bruyn,,. Louis François Joseph a eu trois enfants dont :
1. Élisabeth-Antoinette-Marie d'Hafffrenghes (1759-1821), nait à Lille en novembre 1759, se réfugie à Wargnies-le-Grand le 15 janvier 1792, puis à Roisin le 25 novembre 1795, meurt au Quesnoy le 15 juin 1821[27].

### Fusion de Mentque et Norbécourt
Mentque et Norbécourt ont fusionné en 1819. Cette fusion est faite par le roi de France. Cette fusion, non demandée localement, n'est pas acceptée pendant plusieurs dizaines d'années.
Après la Première Guerre mondiale, le monument aux morts est construit au milieu de la plaine qui sépare les deux villages.

## Politique et administration

### Découpage territorial
La commune se trouve dans l'arrondissement de Saint-Omer du département du Pas-de-Calais.

#### Commune et intercommunalités
La commune est membre de la communauté d'agglomération du Pays de Saint-Omer qui regroupe 53 communes et compte 104 937 habitants en 2021.

#### Circonscriptions administratives
La commune est rattachée au canton de Saint-Omer.

#### Circonscriptions électorales
Pour l'élection des députés, la commune fait partie de la sixième circonscription du Pas-de-Calais.

### Élections municipales et communautaires

#### Liste des maires
| Période                                  | Période                    | Identité             | Étiquette | Qualité                  |
| ---------------------------------------- | -------------------------- | -------------------- | --------- | ------------------------ |
| Les données manquantes sont à compléter. |                            |                      |           |                          |
| 1989                                     | 2014                       | Jean-Marie Béclin    |           |                          |
| 2014                                     | 2020                       | Jean-Pierre Leclercq |           | Ancien salarié du privé, |
| 3 juillet 2020                           | En cours (au 29 mars 2022) | Christian Terninck   |           | Ancien cadre,            |

## Population et société

### Démographie
Les habitants sont appelés les Mentquois-Nortbécourtois.

#### Évolution démographique
L'évolution du nombre d'habitants est connue à travers les recensements de la population effectués dans la commune depuis 1793. Pour les communes de moins de 10 000 habitants, une enquête de recensement portant sur toute la population est réalisée tous les cinq ans, les populations de référence des années intermédiaires étant quant à elles estimées par interpolation ou extrapolation. Pour la commune, le premier recensement exhaustif entrant dans le cadre du nouveau dispositif a été réalisé en 2004.

En 2022, la commune comptait 653 habitants, en évolution de −0,76 % par rapport à 2016 (Pas-de-Calais : −0,72 %, France hors Mayotte : +2,11 %).
| 1793 | 1800 | 1806 | 1821 | 1831 | 1836 | 1841 | 1846 | 1851 |
| ---- | ---- | ---- | ---- | ---- | ---- | ---- | ---- | ---- |
| 270  | 228  | 280  | 677  | 711  | 728  | 720  | 711  | 690  |

| 1856 | 1861 | 1866 | 1872 | 1876 | 1881 | 1886 | 1891 | 1896 |
| ---- | ---- | ---- | ---- | ---- | ---- | ---- | ---- | ---- |
| 651  | 663  | 645  | 666  | 720  | 722  | 710  | 720  | 738  |

| 1901 | 1906 | 1911 | 1921 | 1926 | 1931 | 1936 | 1946 | 1954 |
| ---- | ---- | ---- | ---- | ---- | ---- | ---- | ---- | ---- |
| 728  | 660  | 623  | 579  | 568  | 522  | 513  | 514  | 454  |

| 1962 | 1968 | 1975 | 1982 | 1990 | 1999 | 2004 | 2006 | 2009 |
| ---- | ---- | ---- | ---- | ---- | ---- | ---- | ---- | ---- |
| 452  | 450  | 404  | 426  | 446  | 449  | 516  | 520  | 587  |

| 2014 | 2019 | 2022 | - | - | - | - | - | - |
| ---- | ---- | ---- | - | - | - | - | - | - |
| 642  | 637  | 653  | - | - | - | - | - | - |

#### Pyramide des âges
En 2018, le taux de personnes d'un âge inférieur à 30 ans s'élève à 39,2 %, soit au-dessus de la moyenne départementale (36,7 %). À l'inverse, le taux de personnes d'âge supérieur à 60 ans est de 20,6 % la même année, alors qu'il est de 24,9 % au niveau départemental.
En 2018, la commune comptait 318 hommes pour 326 femmes, soit un taux de 50,62 % de femmes, légèrement inférieur au taux départemental (51,50 %).
Les pyramides des âges de la commune et du département s'établissent comme suit.
| Hommes | Classe d’âge | Femmes |
| ------ | ------------ | ------ |
| 0,3    | 90 ou +      | 1,9    |
| 2,9    | 75-89 ans    | 6,2    |
| 14,6   | 60-74 ans    | 15,2   |
| 19,7   | 45-59 ans    | 16,1   |
| 23,2   | 30-44 ans    | 21,4   |
| 17,8   | 15-29 ans    | 15,8   |
| 21,6   | 0-14 ans     | 23,3   |

| Hommes | Classe d’âge | Femmes |
| ------ | ------------ | ------ |
| 0,5    | 90 ou +      | 1,6    |
| 5,6    | 75-89 ans    | 8,9    |
| 16,7   | 60-74 ans    | 18,1   |
| 20,2   | 45-59 ans    | 19,2   |
| 18,9   | 30-44 ans    | 18,1   |
| 18,2   | 15-29 ans    | 16,2   |
| 19,9   | 0-14 ans     | 17,9   |

## Culture locale et patrimoine

### Monuments historiques

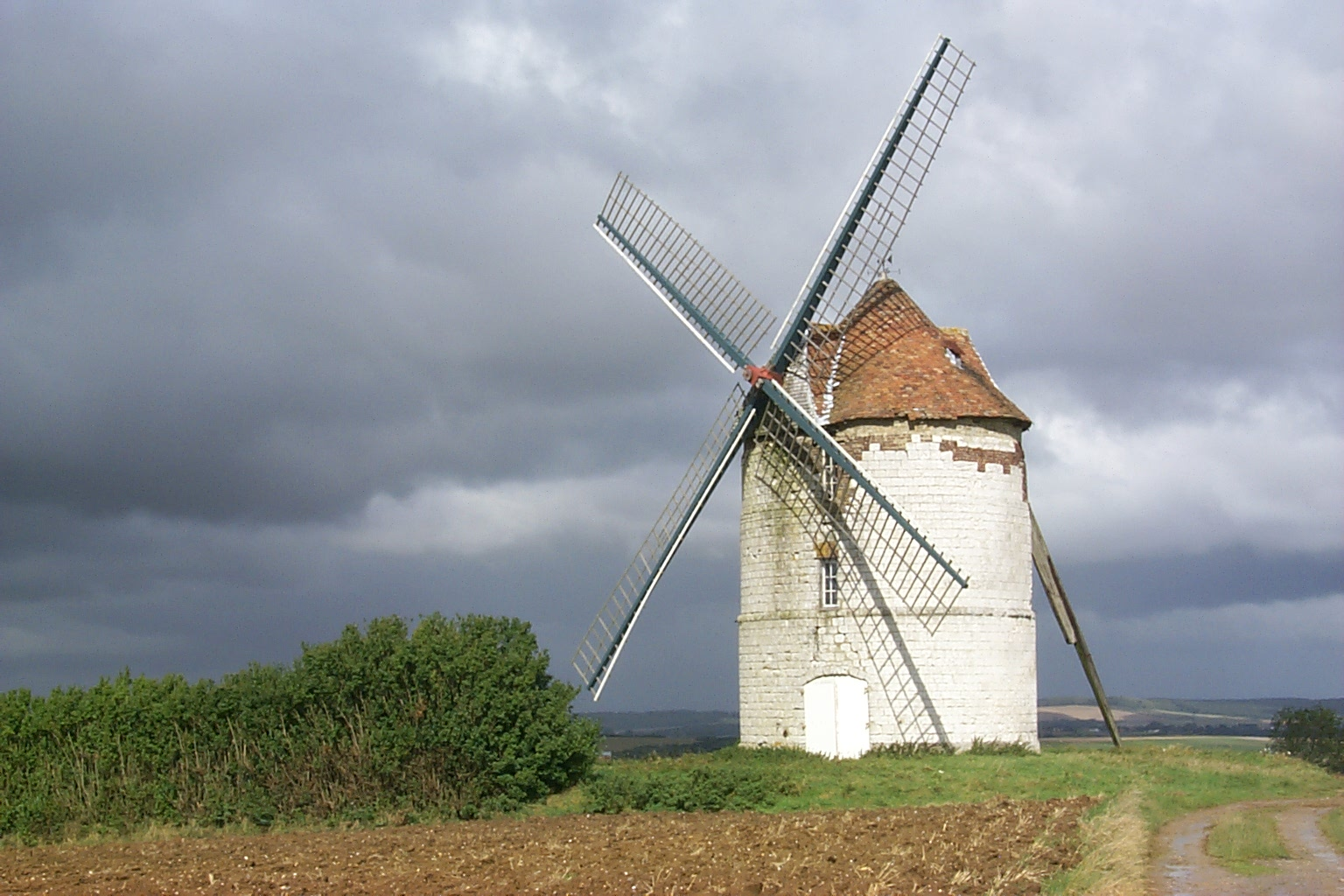
Le moulin de Nortbécourt en 2005.

- Le moulin de Nortbécourt ou moulin Lebriez est un moulin à vent construit en moellon calcaire en 1714 (suivant une date inscrite sur une pierre à l'intérieur de la tour). En 1897, il devient la propriété d'Alphonse Lebriez, qui en sera le meunier jusque l'arrêt de l'activité vers 1950. En 1964, Michel Hoyez l'achète et le sauve de la ruine. Ce moulin est inscrit à l'Inventaire supplémentaire des monuments historiques depuis 1977[45],[46]. Les ailes sont remises en état en décembre 1981, mais déposées en août 2014 en raison de la rupture de leur arbre[47]. La commune négocie avec le département et la région afin qu'elles réhabilitent le moulin[48].
- Les ruines du moulin à vent d'Inglinghem qui font l'objet d'une inscription au titre des monuments historiques depuis le 14 novembre 1977[49].

### Autres lieux et monuments

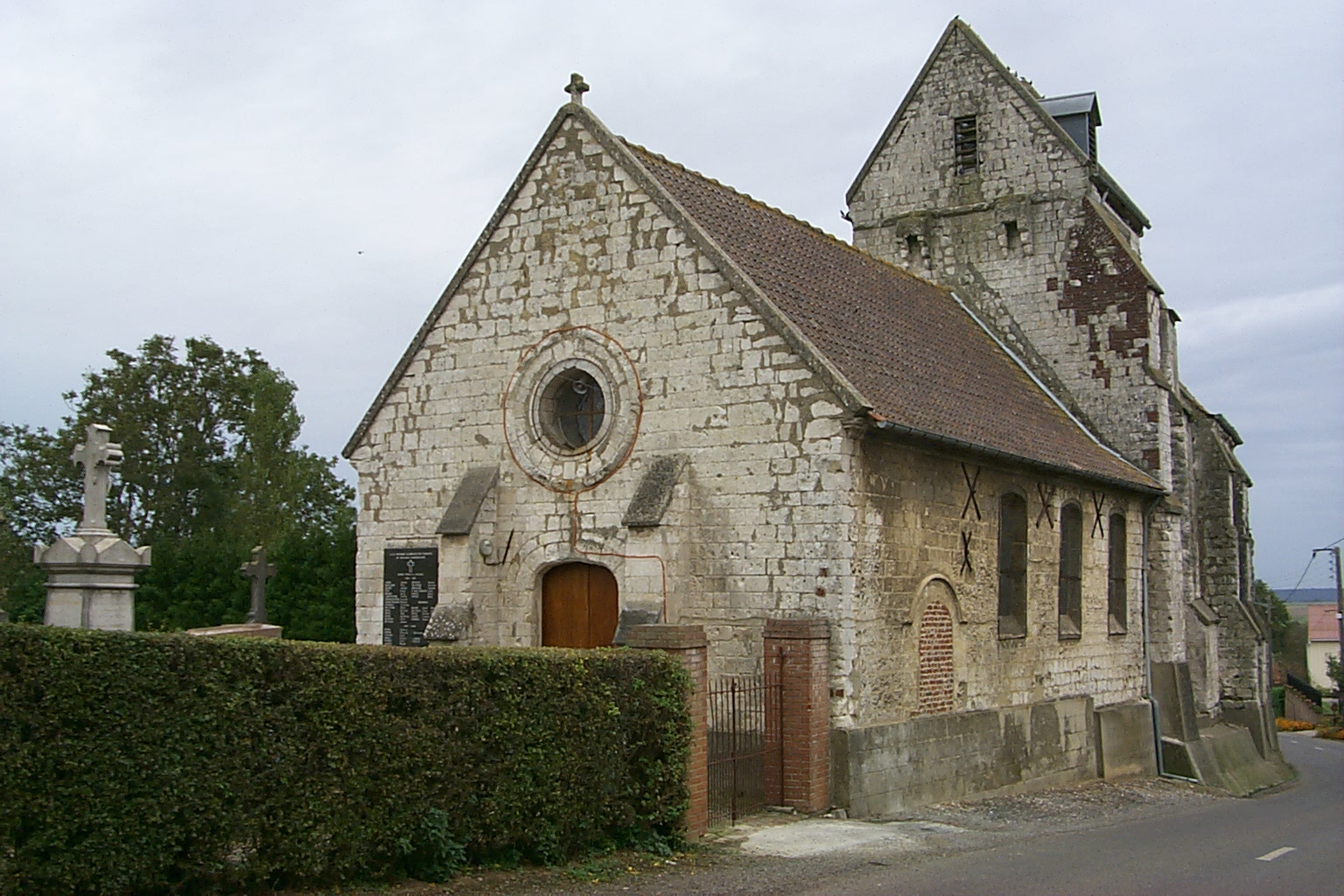
L'église de Mentque.

- Le moulin à vent Guilleman répertorié à l'inventaire général du patrimoine architectural en France (base Mérimée) depuis le 14 novembre 1977[50].
- La tour centrale de l'église de Mentque, sous le vocable de Saint-Léger-et-Saint-Gilles, est du XIIe siècle et le chœur à deux travées date du XVIe siècle. Elle renferme un maître-autel et une table de communion en chêne sculpté du XVIIIe siècle.

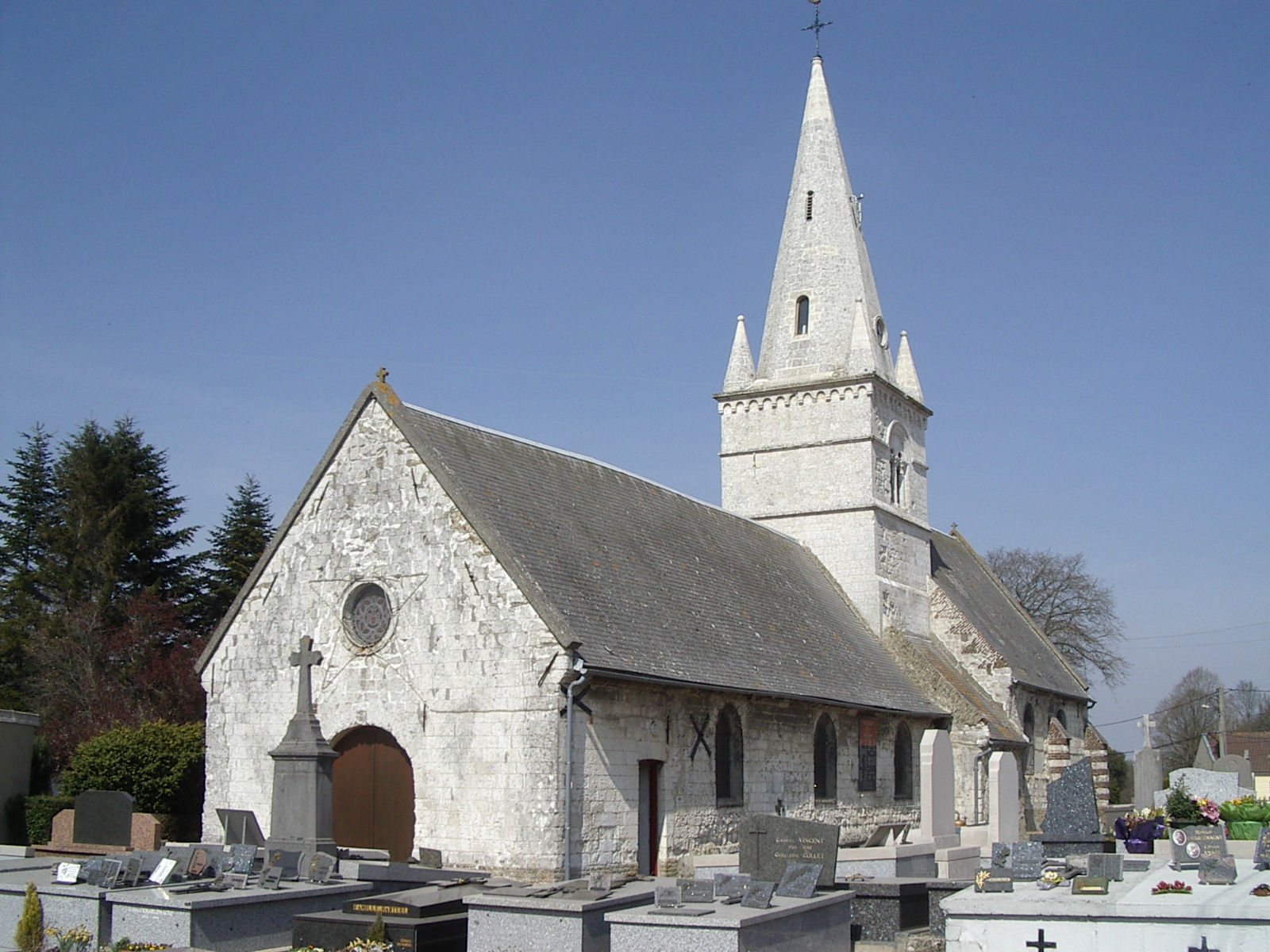
L'église de Nortbécourt.

- L'église Saint-Wandrille à Nortbécourt, est ornée d'une tour du XIIe siècle.
- Les deux églises hébergent 26 éléments patrimoniaux, répertoriés dans la base Palissy, classés ou inscrits au titre d'objet des monuments historiques, dont deux sont classés[51].
- La Motte Madame ou Mont de la justice est une motte féodale de 25 m de diamètre à sa base. Située à une dizaine de mètres de l'église de Mentque de l'autre côté de la route, elle est recouverte actuellement de végétation.
- Le monument aux morts[52].

### Héraldique
| Blason de Mentque-Nortbécourt | Blason  | De gueules à trois quintefeuilles d'argent. |
| Blason de Mentque-Nortbécourt | Détails | Armes de la famille Liot de Nortbécourt, dont étaient issus les derniers seigneurs de Nortbécourt, où la commune inverse les couleurs de la famille, toujours existante. Adopté en 1996. |

## Pour approfondir

#### Bases de données, dictionnaires et encyclopédies
- Ressources relatives à la géographie :   - Insee (communes)
  - Ldh/EHESS/Cassini
- Ressource relative à plusieurs domaines :   - Annuaire du service public français
- Notices d'autorité :   - BnF (données)